# Wiktar Brucki
Wiktar Pauławicz Brucki (biał. Віктар Паўлавіч Бруцкі, ros. Виктор Павлович Бруцкий, Wiktor Pawłowicz Brucki; ur. 28 września 1951 w Białowuszach, zm. w grudniu 2020) – białoruski inżynier mechanik i polityk, deputowany do Rady Najwyższej Republiki Białorusi XIII kadencji, w latach 1996–2000 deputowany do Izby Reprezentantów Zgromadzenia Narodowego Republiki Białorusi I kadencji.

## Życiorys

### Młodość i praca
Urodził się 28 września 1951 roku we wsi Białowusze, w rejonie stolińskim obwodu pińskiego Białoruskiej SRR, ZSRR. W 1974 roku ukończył Mikołajowski Instytut Budownictwa Okrętowego im. admirała Makarowa w Ukraińskiej SRR, uzyskując wykształcenie inżyniera mechanika. W latach 1968–1974 pracował jako ślusarz w Zakładach im. Iwana Nosienki w Mikołajowie. W latach 1974–1980 był inżynierem konstruktorem w Pińskich Zakładach Budowy i Remontów Statków. W latach 1980–1983 pełnił funkcję instruktora w Pińskim Komitecie Miejskim Komunistycznej Partii Białorusi. Od 1983 do co najmniej 1999 roku pracował jako dyrektor Pińskich Zakładów Budowy i Remontów Statków. W 1995 roku był członkiem Partii Komunistów Białoruskiej.

### Działalność parlamentarna
W pierwszej turze uzupełniających wyborów parlamentarnych 29 listopada 1995 roku został wybrany na deputowanego do Rady Najwyższej Republiki Białorusi XIII kadencji z pińskiego-zachodniego okręgu wyborczego nr 29. 5 grudnia 1995 roku został zarejestrowany przez centralną komisję wyborczą, a 9 stycznia 1996 roku zaprzysiężony na deputowanego. Od 23 stycznia pełnił w Radzie Najwyższej funkcję członka Stałej Komisji ds. Przemysłu, Transportu, Budownictwa, Energetyki, Handlu i Innych Usług dla Ludności, Łączności i Informatyki. Poparł dokonaną przez prezydenta Alaksandra Łukaszenkę kontrowersyjną i częściowo nieuznaną międzynarodowo zmianę konstytucji. 27 listopada 1996 roku przestał uczestniczyć w pracach Rady Najwyższej i wszedł w skład utworzonej przez prezydenta Izby Reprezentantów Zgromadzenia Narodowego Republiki Białorusi I kadencji. Pełnił w niej funkcję członka Komisji ds. Ekonomii. Zgodnie z Konstytucją Białorusi z 1994 roku jego mandat deputowanego do Rady Najwyższej zakończył się 9 stycznia 2001 roku; kolejne wybory do tego organu jednak nigdy się nie odbyły.

## Życie prywatne
Wiktar Brucki jest żonaty. W 1995 roku mieszkał w Pińsku.